# Peter Orávik
Peter Orávik (Považská Bystrica, 18 dicembre 1988) è un calciatore slovacco, centrocampista del ViOn Zlaté Moravce Vráble.

## Caratteristiche tecniche
Esterno destro, può giocare anche da centrocampista centrale o come esterno sinistro.